# Biggles ve službách Scotland Yardu
Biggles ve službách Scotland Yardu (v originále Biggles and the Noble Lord), je dobrodružná kniha spisovatele W. E. Johnse, jež byla poprvé vydána roku 1969. Biggles ve službách Scotland Yardu je v pořadí 95. knihou ze série o dobrodruhovi a válečném pilotovi během 1. světové a 2. světové války jménem James Bigglesworth, zkráceně Biggles.

## Děj

### 1.Velký otazník
Biggles dostává od svého nadřízeného, plukovníka Raymonda obtížný úkol - hledat velmi vychytralého zloděje, kterému se podařilo zcizit milióny liber ve zlatě a bankovkách. V hledání tohoto lotra mu budou pomáhat Ginger, Algy a Bertie, jeho věrný tým.

### 2.Porada
Biggles spolu se svým týmem připravují plán, jak nachytat zločince. Domnívají se, že hlavním šéfem bude patrně nějaký sběratel. Jejich plán spočívá v tom, že budou předstírat návštěvu cizí princezny, která sebou poveze vzácné klenoty. Doufají, že když tuto zprávu rozhlásí, zloděj se nachytá.

### 3.Podle plánu
Bigglesovi se podařilo sehnat Rolls-Royce a několik falešných šperků. Ginger se přestrojil za princeznu, a Bertie mu dělal řidiče. Mezitím Algy obcházel obchody se starožitnostmi a aukce, aby zjistil pravidelné kupce. Plán klapl. Zloději jejich posádce uvěřili, a v době, kdy Ginger a Bertie opustili vozidlo kvůli obědu, lupiči z auta ukradli
nastražené šperky.

### 4.S čím plán nepočítal
Na zpáteční cestě do Londýna jsou však Ginger a Bertie napadeni cizím vozem, ze kterého na ně střílí. Bigglesovi jeho plán nevyjde. Lupič, kterého měl sledovat mu ujede, a šperky jsou odvezeny vrtulníkem. Mezitím si na jedné aukci Algy povšiml muže jménem lord Malboise, který je sběratelem, a který má vrtulník.

### 5.Biggles zachovává kamennou tvář
Biggles se rozhodne prozkoumat pozemky lorda Malboise z ptačí perspektivy, a pátrat po místě, kde by mohl přistát vrtulník. Předstírá poruchu, a nouzově přistává poblíž novostavby na Malboisově území. Nelze však zjistit, k čemu novostavba slouží, protože nemá po stranách okna. Jen jedno na střeše. Avšak k něčemu přistání stejně posloužilo.
Lord Malboise spolu se svým bratrem Clarencem bleskurychle přijíždí k letadlu, aby zjistili o co Bigglesovi jde. Bertie v Clarencovi pozná muže, který se ho snažil uplatit v době, kdy předstíral řidiče princezny.

### 6.Biggles učiní rozhodnutí
Jaké je jejich překvapení, když zjistí, že Clarence během 2. světové války sloužil jako pilot RAF, takže by klidně mohl být pilotem vrtulníku, který viděli. Biggles je odhodlaný zjistit, co se nachází v Malboisově novostavbě, proto se tam s Gingerem v noci vydávají.

### 7.Co se stalo v parku
Když se Biggles a Ginger dostávají pod rouškou noci k novostavbě, vyleze Biggles po přineseném žebříku na střechu novostavby, aby střešním oknem zjistil, co je uvnitř. Sklo je však matné, a dovnitř není vidět. Navíc jsou překvapeni nebezpečným buvolem, které lord Malboise chová. Po chvíli slyší že se blíží vrtulník, a Biggles si ověří svou teorii, že novostavba slouží jako jeho hangár. Vrací se zpět do Londýna.

### 8.Sklenka šery
Protože nevěděli, jak mají pokračovat, navrhl Biggles aby se s ním Algy vydal do Malboisova sídla, a využil tak pozvání lorda Malboisa na sklenku sherry, kterému při jejich nouzovém přistání nabídl. Malboise je vřele přivítá, a vypráví jim o historii sídla, i o finanční tísni, kterou v minulosti prošel.

### 9.Vzkaz od Gingera
Po cestě zpět do Londýna Bigglesovi došlo, že Malboise jistě už ví, že s Algym přijeli do jeho sídla čmuchat. V kanceláří poté nacházejí vzkaz od Gingera, kde se píše, že byl přepaden poštovní vůz a ukradeno padesát tisíc liber. Ginger a Bertie letěli podle plánu hlídkovat nad Malboisovo sídlo, jestli neuvidí vrtulník jak se blíží s lupem.
Biggles s Algym na ně čekají do noci, ale Ginger se neozve. Asi je v maléru.

### 10.V pasti
A opravdu. Ginger a Bertie byli zajati Clarencem. Poblíž Malboisova sídla totiž spatřili vrtulník, který sledovali až do Francie. Poté, co se snažili přistát na louce, byl jejich letoun poškozen nastraženou pastí. Poté byli zajati.

### 11.Chateau de Malboise
Clarence odvádí své zajatce do sídla Chateau de Malboise, původního sídla rodu Malboisů, kde je uvrhne do vězení. Podle jeho slov potřebuje všechny peníze na opravu tohoto hradu.

### 12.Biggles na stopě
Mezitím se Biggles dovídá od svého známého, francouzského leteckého policisty Marcela Brissaca, že poblíž vesnice Malboise v Normandii přistálo britské letadlo. Biggles jej identifikuje jako Bertieho a Gingerův stroj, a s Algym se vydávají do Francie, aby pomohli svým přátelům a zjistili něco o zločincích. Brisac je odveze až do Malboise.

### 13.Lord Malboise přichází s nabídkou
Mezitím Bertie dostane nápad vyrobit z papíru který měl u sebe několik vlaštovek, a poslat je k lesu, kdyby se tu objevil Biggles. Podle vzkazu by věděl, kde teď jsou. Po chvíli se na hradě objevuje Clarence s lordem Malboisem. Ten dává zajatcům na výběr. Buďto odejdou, a slíbí, že na všechno zapomenou, nebo je čeká jistá smrt.

### 14.Překvapení
Algy objeví vlaštovky a ukáže je Bigglesovi. Ten vyšle Algyho, aby kontaktoval Brissaca. Později Biggles zahlédne z okna hradní věže světelné signály SOS. Aby odpověděl, musí se vrátit do letadla pro baterku. Po cestě se setkává s četníkem Antoinem Charlotem, který mu poví o podzemní chodbě, kterou za války používalo Hnutí odporu.

### 15.Podzemní chodba
Algy se vrací a oznamuje, že Brissac je už na cestě do Paříže, a že bude trvat trochu déle než se sem vrátí. Mezitím je už četník Charlote vede podzemím hradu a poté po schodišti do věže, kde jsou uvězněni Bertie a Ginger.

### 16.Střetnutí
Podaří se jim je vysvobodit, ale jsou prozrazeni. Clarence se je podaří dostat z věže pomocí kouře. V tu dobu se k hradu už blíží Brissac s policejními oddíly. Malboisové však prchají podzemní chodbou a poté vrtulníkem. Biggles se vrací zpět do Londýna, zatímco Brissac objeví na hradě skrýš, kde Malboise schovával nakradené zlato a peníze.

### 17.Zúčtování
V anglickém sídle lorda Malboise bylo nalezeno spoustu dalšího zlata a starožitností. Po lordu samotném, jeho bratru Clarencovi nebo vrtulníku však ani památky. Buďto uprchli, nebo se jejich stroj zřítil někde v horách.

## Postavy v této knize
- James "Biggles" Bigglesworth
- Algernon "Algy" Lacey
- Ginger Hebblethwaite
- Bertie Lissie
- lord Malboise
- Clarence Malboise
- Marcel Brissac
- Antoine Charlote
- plukovník Raymond

## Lokace v této knize
- Londýn, Spojené království
- Malboise, Normandie, Francie